# لويس هيل (لاعب كريكت)
لويس هيل (5 أكتوبر 1990 بليستر في المملكة المتحدة - ) (بالإنجليزية: Lewis Hill)‏ هو لاعب كريكت بريطاني. لعب مع نادي مقاطعة ليسترشاير للكريكت ‏.

## وصلات خارجية
- لويس هيل (لاعب كريكت) على موقع إي آس بي آن كريك إنفو (الإنجليزية)